# 一関学院高等学校
一関学院高等学校（いちのせきがくいんこうとうがっこう）は、岩手県一関市にある私立高等学校。略称は「関学」（せきがく）。岩手県内では「学院」と呼ばれることが多い。

## 概要
建学の精神
一関学院高等学校は、向学心に燃える勤労青少年の勉学の場として、1938年（昭和13年）5月10日に創立された旧制一関夜間中学校を前身としている。以来幾多の変遷を経て現在に至っているが、開校当時の勤労と修学の情熱は、「己に克ち真面目に努力する」精神として、今日もなお脈々と継承されている。
校章の蜂について
一関学院高等学校は1938年に、働きながら学ぶ勤労学徒の揺籃の学校として創立され、「勤勉」を校訓としている。古くはローマ大学文学部がサビエンタ「学問」の名を持ち、「蜂」を記章にしていたことに由来している。蜂は勤勉の特性をもち、翅を左右に広げ、発展と雄大さを表徴している。

## 教育目標
教育ビジョン
- 文武両道において全国レベルで活躍し、東北の私学の雄として地域に貢献できる人材育成を目指す。

教育目標
- 個性豊かで知性に満ちた人間を育成する
- スポーツ・文化活動を通じ、心身ともに健康な人間を育成する
- 勤労の精神を体得し、活動的人間を育成する
- 社会貢献する有能な人材を育成する

目指す生徒像
- 明るく挨拶を交わし、時間を守る生徒
- 思いやりの心を持ち、責任感の強い生徒
- 常に自己を意欲的に切り開く生徒

## 沿革
- 1938年 - 林病院長・林頼作、願成寺住職・芳川顕雄により、一関夜間中学校（旧制中学）創立。
- 1941年 - 関城中学校認可。一関商業学校認可。
- 1942年 - 財団法人となる。
- 1944年 - 戦時措置令により一関商業学校を廃止。
- 1948年 - 財団法人岩手県関城高等学校と改称認可。
- 1950年 - 関城高等学校に普通科（夜間）を設置。
- 1951年 - 法人名を学校法人一関学院、校名を関城高等学校（夜間）・一関商業高等学校（昼間）と改称。
- 1956年 - 関城高等学校の普通科を商業科に変更承認。
- 1959年 - 関城高等学校を関城工業高等学校と改称。
- 1963年 - 関城工業高等学校と一関商業高等学校を統合し、一関商工高等学校となる。課程を商業部男子商業科、女子商業科、工業部（昼間）電子科、（夜間）電子科を設置。
- 1966年 - 普通科を設置。
- 1981年 - 体育館「教成館」完成。
- 1988年 - 創立50周年記念式典を挙行。森林公園グランド・セミナーハウス竣工。
- 2001年 - 一関学院高等学校と改称。
- 2003年 - 通信制課程を設置[1]。
- 2007年 - 情報処理科募集停止。
- 2009年 - 屋内運動場完成（70周年記念事業）。
- 2013年 - 第三校舎建替え（東日本大震災による）。
- 2020年 - 全教室エアコン設置。
- 2022年 - セミナーハウス（硬式野球部寮）新棟増築。

## 設置課程
- 全日制課程
  - 普通科
    - 特別進学コース
    - 進学コース
    - 総合ビジネスコース
    - 体育コース(男子のみ)
    - 美容コース
- 通信制課程（エンカレッジコース）（単位制）
  - 普通科 - 通学コースと在宅コースの2種がある[2]。

## 学校生活

### 学習
2学期制で50分6時間授業（特別進学コースは1年次から7時間課外授業、2年次から8時間課外授業）

### 主な行事
- 対面式
- 生徒大会
- クラスマッチ
- 学院祭

### 生徒会機関
- 生徒大会
- 生徒会執行部
- クラス会
- 生徒会クラブ
- 選挙管理委員会
- 会計監査委員会
- 各種委員会
  - 生活委員会
  - 保健美化委員会
  - 広報委員会
  - 図書委員会
  - クラスマッチ実行委員会
  - 学院祭実行委員会
  - インターアクト委員会
  - 応援団

## 部活動
運動部の部活動が盛んであり、特に野球・駅伝・女子バスケットボール部は岩手県の強豪校として知られる。
硬式野球部は甲子園出場が夏7回、春2回。
陸上競技部の駅伝チームは全国大会に27年連続31回出場、4度の全国入賞（過去最高5位：2017年）。
女子バスケットボール部は全国選抜大会に9回出場し、高校総体に6回出場している。
運動部
- 硬式野球部
- 陸上競技部
- 男子バスケットボール部
- 女子バスケットボール部
- 柔道部
- ソフトテニス部
- バドミントン部
- サッカー部
- バドミントン部
- 卓球部
- 体操部

文化部
- 吹奏楽部
- 美術部
- 家庭科サークル
- パソコン部
- 商業部
- 郷土史文化研究会

## 著名な出身者
- 岩渕麗楽 - プロスノーボーダー（平昌・北京オリンピック日本代表）
- 太田裕哉 - 元プロ野球選手
- きざきかおる - 児童文学作家
- ケンジ・ステファン・スズキ - 社会起業家、環境活動家
- 小松彩夏 - グラビアアイドル（2年次に岩手県立一関農業高等学校へ転出）
- 志田友美 - アイドル、ファッションモデル、女優
- 高島覚 - 元プロ野球選手
- ニアン・ンディ・クンバ - バスケットボール選手

## 交通アクセス
- JR一ノ関駅から徒歩約10分